# Kocz (powóz)

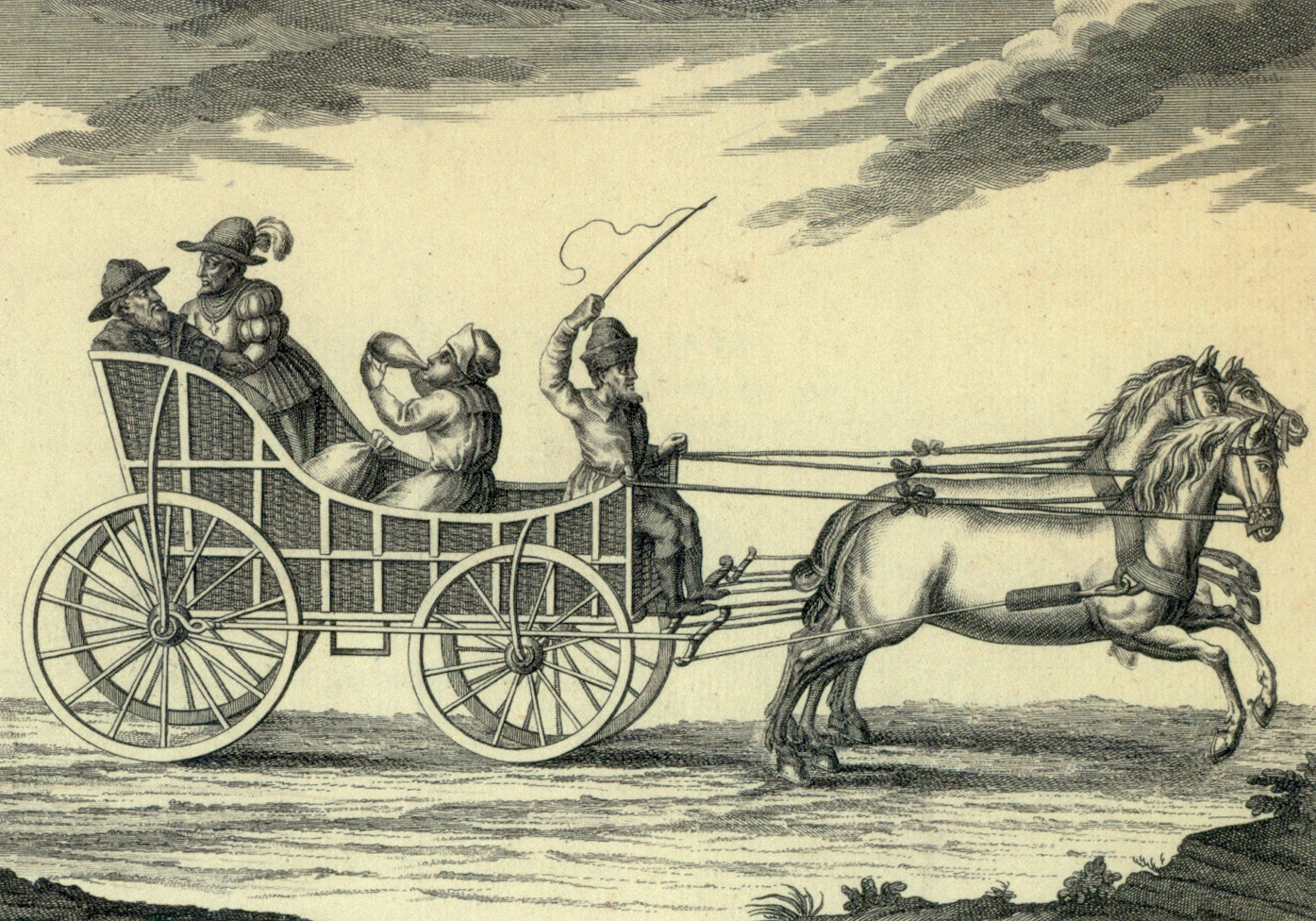
Wczesne wyobrażenie kocza węgierskiego (1568)

Kocz (węg. kocsi – dosł. pochodzący z Kocs) – czterokołowy, dwuosiowy pojazd resorowany pochodzenia węgierskiego. 
Pierwotnie wyrabiany w miejscowości Kocs nad Rabą. Jako konstrukcja znany od XVI wieku, po kolejnych przekształceniach popularny do XIX stulecia. Od XVII w. używany i wytwarzany także w Polsce. Charakteryzował się lżejszym pudłem zawieszonym na rzemiennych pasach lub łańcuchach. Jako lekki półkryty lub kryty powóz wyparł wcześniejsze karety.
W XIX wieku nazwę tę niekiedy odnoszono ogólnie do powozów konnych.